# Drabunaže
Drabunaže (nemško Drabunaschach) je naselje v Občini Galicija v Okraju Velikovec na Koroškem v Avstriji.